# International Quadball Association
L'International Quadball Association (IQA; fino al 2022 International Quidditch Association) è l'organo del governo per lo sport del quidditch. Fondata come Intercollegiate Quidditch Association nel 2009 in seguito alla prima partita di quidditch, nel 2010 ha assunto l'attuale nome. Ha sede negli Stati Uniti d'America e affilia svariate associazioni nazionali.

## Membri

Membri Completi
Sviluppo NGB
Aree Emergenti

Membri Completi
     Sviluppo NGB
     Aree Emergenti

### Membri completi[1]
- Asociación Quidditch Argentina  (AQA)[2]
- Quadball Australia (QAI)[3]
- Quadball Austria (QAT)
- Quadball Belgio (BQF)
- Quadball Canada (QC)[4]
- Associació de Quadball de Catalunya (AQC)
- Finnish Quadball (FQ)
- Fédération du Quadball Français (FQF)[5]
- Deutscher Quadballbund (DQB)
- Associazione Italiana Quadball (AIQ)[6]
- QuadballMX (QMX)[7]
- Quadball Nederland (QNL)
- Norges Rumpeldunkforbund (NRF)
- Polska Liga Quidditcha (PLQ)
- Quadball Scotland (QS)
- Asociación Quadball España (AQE)
- Quadball Derneği (QD)[8]
- Quadball UK (QUK)
- Quadball USA (USQ)[9]

### Sviluppo NBG
Lo sviluppo NBG sono membri che possono partecipare al Congresso IQA, però senza votare.
- Associação Brasileira de Quadribo (ABRQ)
- Česká Asociace Famfrpálu (CAF)
- Quidditch Ireland (QIRE)
- Federación Deportiva Peruana de Quidditch (FDPQ)
- Slovenská Metlobalová Asociácia (SMA)
- Svenska Quidditchförbundet (SvQF)
- Schweizerischer Quidditchverband (SQV)
- Quidditch Uganda (QU)

## Competizioni IQA
- IQA World Cup
- Giochi Europei di Quadball
- European Quadball Cup
- Asian Quadball Cup
- Major League Quadball

## Loghi

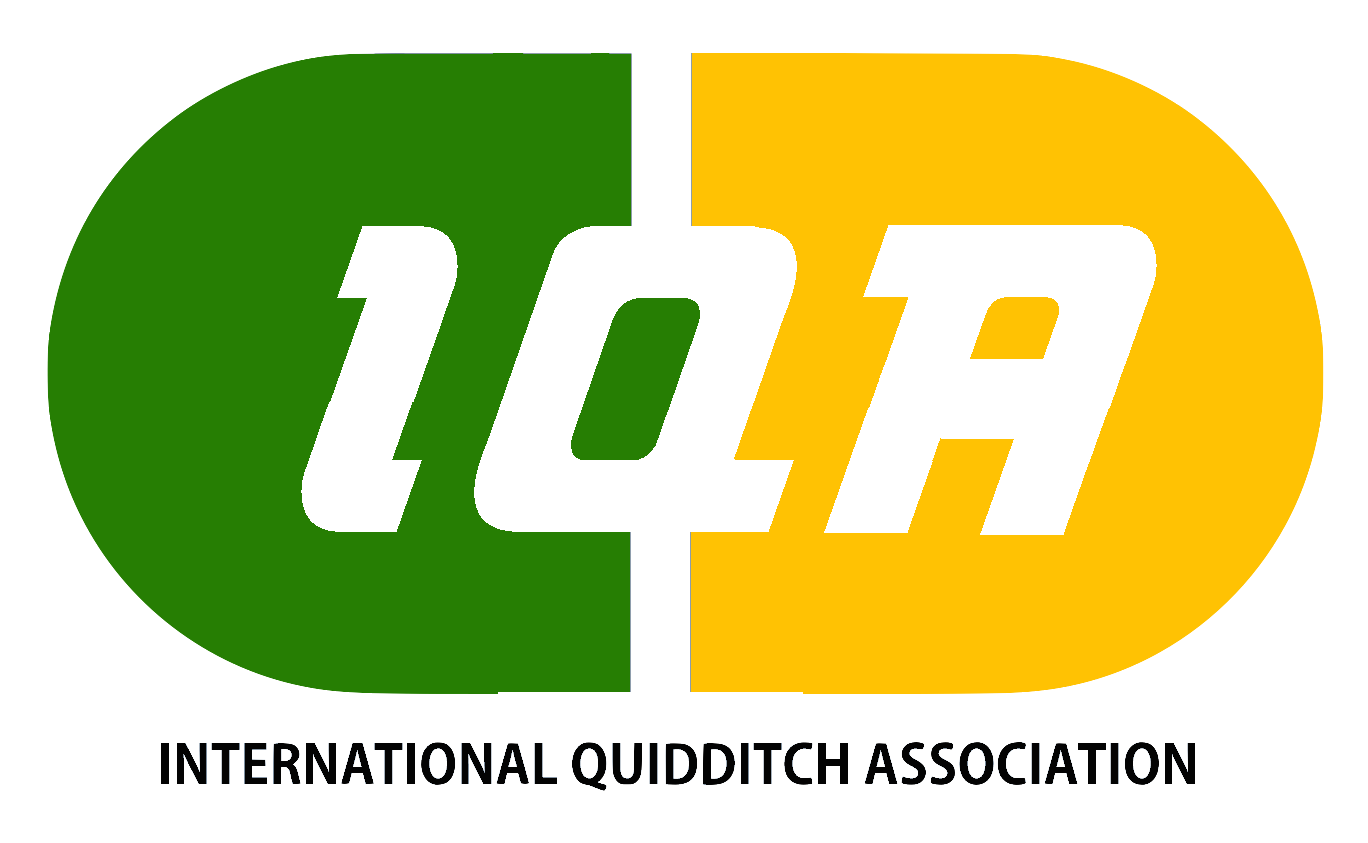
2010 - 2019